# Николаевская сельская община (Днепровский район)
Николаевская сельская общи́на (укр. Миколаївська сільська громада) — территориальная община в Днепровском районе Днепропетровской области Украины.
Административный центр — село Николаевка.
Население составляет 6 716 человек. Площадь — 369,3 км².

## Населённые пункты общины
В состав общины вошли села Благовещенка, Долинское, Николаевка, Новое, Новотаромское, Пашена Балка, Степовое, Сурское и посёлки Горького, Шевченко.